# カール・フィリップ (セーデルマンランド公)
セーデルマンランド公カール・フィリップ（Karl Filip, hertig av Södermanland, 1601年4月22日 - 1622年1月25日）は、ロシア・ツァーリ国の大動乱期におけるツァーリ僭称者。スウェーデン王カール9世と、その2番目の妻ホルシュタイン＝ゴットルプ公女クリスティーナとの間の2番目の王子。グスタフ2世アドルフの弟。

## 生涯
17世紀始め、ロシア・ツァーリ国ではリューリク朝が断絶し、ツァーリの座をめぐる争いが起きて、各地にツァーリ僭称者が現れた。この動乱時代に入ったロシアに、ポーランドやスウェーデンなど近隣諸国は次々と干渉した。カール9世は1610年秋に侵攻しロシア北西部を占領、1611年7月にノヴゴロドを陥落させた。間もなくノヴゴロド市民は王の下の息子カール・フィリップをツァーリに選出した。カール9世が同年10月に死去すると、兄グスタフ2世アドルフが王位を継いだ。一方ロシアは、1613年にミハイル・ロマノフをツァーリに選んで彼の下でまとまり、戦争を継続した。ロシアはプスコフを防衛するなど健闘したが、ロシア・ポーランド戦争同様守勢に代わりはなかった。しかしポーランド王子ヴワディスワフほどロシア人に支持を得られなかった事で、1617年イングランドの調停でストルボヴァ条約を結んで停戦した。グスタフ・アドルフは領土獲得と引き換えにミハイルをツァーリとして承認したため、弟カール・フィリップはツァーリを名乗る資格を失った。彼は軍人となり、1622年スウェーデン・ポーランド戦争の最中に、エストニアのナルヴァで病死した。
カール・フィリップは父の領有するセーデルマンランド公領（スウェーデン南西部、主都はニシェーピング）とその公爵位を相続した。ただし、公領は彼が成年に達するまで母后クリスティーナによって管理された。彼の死によってセーデルマンランド公領は消滅し、1772年グスタフ3世はセーデルマンランド公爵の爵位を復活させたが、それは単なる名誉称号だった。カール・フィリップはエリーザベト・リビングと秘密結婚し、娘を一人もうけた。